# Lymnas lidwina
Lymnas lidwina är en fjärilsart som beskrevs av Jose Francisco Zikán 1952. Lymnas lidwina ingår i släktet Lymnas och familjen Riodinidae. Inga underarter finns listade i Catalogue of Life.